# Musée historique d'Aruba
Le Musée historique d'Aruba est un musée expliquant l'histoire de l'île et de ses habitants, dans les zones rurales et urbaines, situé à Oranjestad, à Aruba. Le musée est administré par la Fundación Museo Arubano (Fondation du musée d'Aruba) depuis 1992.

## Localisation
Le musée est situé dans le Fort Zoutman, une fortification militaire des XVIIIe et XIXe siècles.